# Якоб ван Артевелде
Якоб ван Артевелд (на нидерландски: Jacob van Artevelde), известен още като Мъдрия и Пивоваря от Гент, е фламандски държавник и политически лидер, водач на фламандската съпротива срещу Франция по време на Стогодишната война.

## Биография
Артевелде е роден в заможно търговско семейство в Гент. Жени се два пъти и натрупва състояние в тъкаческата индустрия.
Издигането му в обществото е през ранните етапи на Стогодишната война. Страхувайки се, че военните действия между Франция и Англия ще навредят на благосъстоянието на Гент, Артевелде влиза в политическия живот през 1337 г. Той полага основите на Четирите (федерация между градовете Гент, Брюж и Ипр и Брюжката франка), с цел да покаже неутралитета на областта.
Артевелде застава начело на бунта срещу Луи I, граф на Фландрия, който се е отказал от антифренската политика на баща си. Луи I е принуден да избяга във Франция, а Артевелде служи като капитан-генерал на Гент от този момент до смъртта си.
Фламандските отношения с Англия традиционно са добри, поради търговията с вълна и текстил. Неутралитетът в крайна сметка е нарушен и през 1340 г. градовете застават на страната на Англия. През същата година Артевелде убеждава федерацията да признае крал Едуард III Английски като суверен на Франция и владетел на Фландрия.
Под полудиктаторския режим на Артевелде, фламандската търговия и индустрия се развиват и процъфтяват. През 1345 г. обаче слуховете, че планира да признае сина на Едуард III – Черния принц като граф на Фландрия, както и подозрението за злоупотреба и отлъчването от папата водят до народно въстание в Гент и Артевелде е убит от разгневената тълпа.
По-късно, синът му – Филип ван Артевелде, става лидер на фламандската кауза.